# Valeriana pyricarpa
Valeriana pyricarpa är en kaprifolväxtart som beskrevs av Borsini. Valeriana pyricarpa ingår i släktet vänderötter, och familjen kaprifolväxter. Inga underarter finns listade i Catalogue of Life.